# Hecla (Montana)
Hecla é uma cidade fantasma no condado de Beaverhead, no estado de Montana, Estados Unidos. Foi  designada como cidade fantasma, com apenas alguns edifícios em ruínas. Foi lugar de residência de Blanche Lamont, uma professora que foi uma das primeiras vítimas do assassino Theodore Durrant.
. Margaret Brown também viveu nesta localidade.

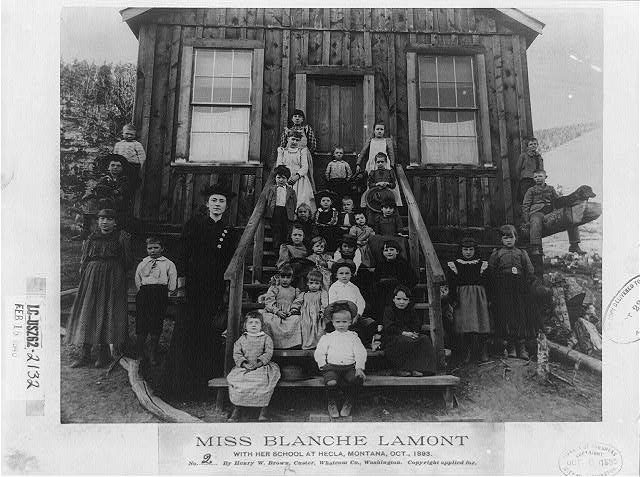
Blanche Lamont e os seus alunos na escola de Hecla.